# Imperiul Suedez

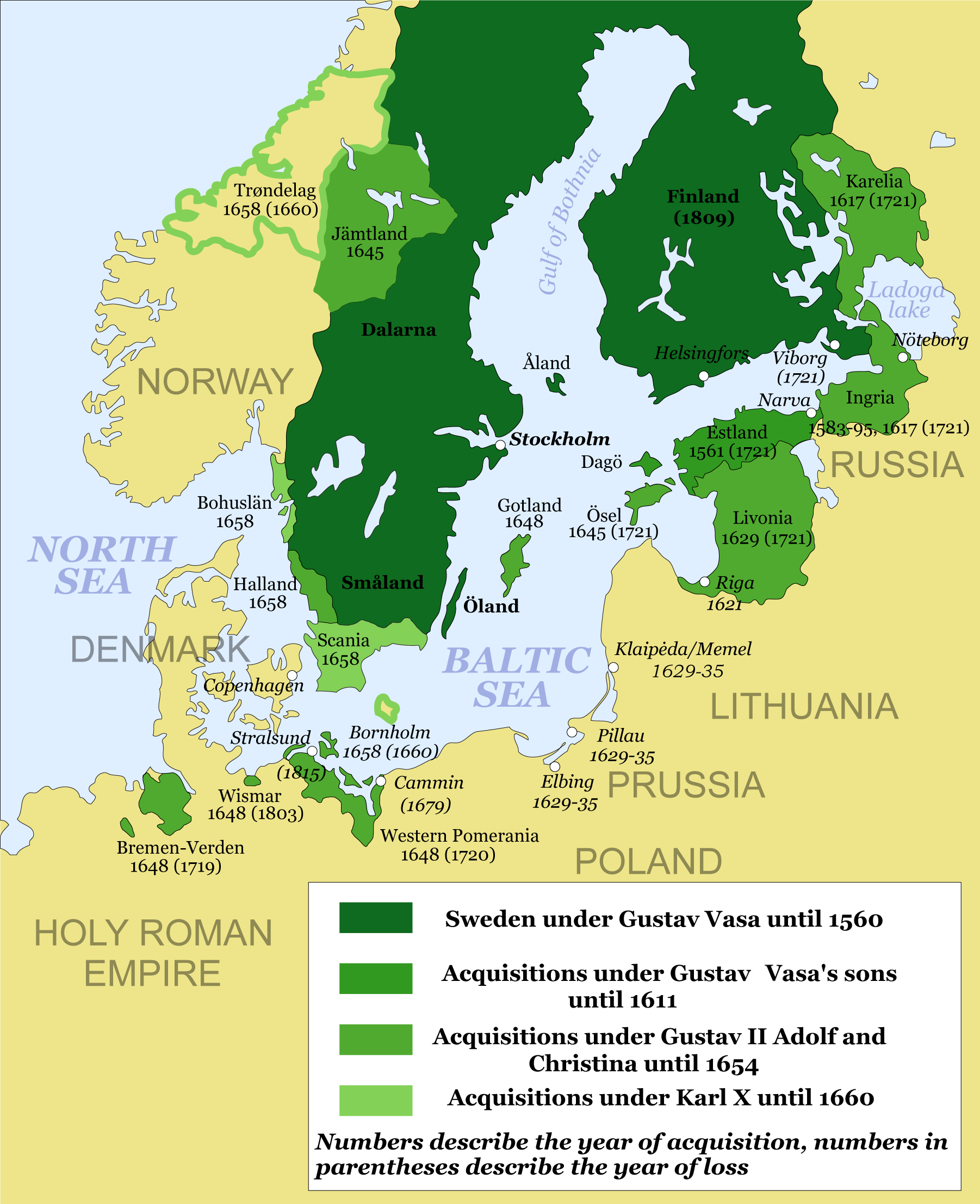
Dezvoltarea Suediei și a imperiului său în 1560-1815

Imperiul Suedez - termen istoric folosit pentru Regatul Suedez și posesiunile sale, în perioada de la 1611,  pânǎ în 1721, la Tratatul de la Nystad, când imperiul pierde Livonia. În secolul al XVII-lea, Suedia a devenit o mare putere europeană. Înainte de formarea imperiului, era o țară nordică modestă, foarte puțin cunoscută pe plan internațional. Suedia s-a dezvoltat în timpul domniei regelui Gustav al II-lea Adolf, mulțumită teritoriilor acaparate în urma războaielor, inclusiv datorită războiului de treizeci de ani. Acest triumf militar a transformat Suedia în fruntașul țărilor protestante pe continentul european, până la destrămarea imperiului suedez în 1721.

## Războiul de Treizeci de Ani
Războiul purtat de Gustav Adolf împotriva Sfântului Imperiu Romano-German a fost unul costisitor; pe durata războiului de treizeci de ani, o treime din populația imperiului romano-german a murit, iar imperiul și-a pierdut statutul de cea mai puternică țară din Europa. Suedia a reușit să cucerească aproximativ jumătate din teritoriul imperiului. Gustav Adolphus avea planuri să devină noul împărat roman, domnind peste o Scandinavie unită și statele care compuneau Sfântul Imperiu Romano-German; cu toate acestea, în urma morții sale din 1632, în Bătălia de la Lützen, planul s-a năruit. După Bătălia de la Nördlingen, singurul dezastru militar al Suediei, sentimentul pro-suedez în rândul statelor germane s-a diminuat considerabil. Aceste provincii germane s-au separat de puterea suedeză una câte una, lăsând Suedia cu doar câteva provincii din nordul Germaniei : Pomerania suedeză, Bremen-Verden și Wismar. Dupǎ Pacea Westfalică, Imperiul Suedez poartǎ titlul de dominium maris baltici (concept de dominație geopoliticǎ asupra Mǎrii Baltice).
La mijlocul secolului al XVII-lea Suedia era a treia țară din Europa ca suprafață de uscat, întrecută doar de Rusia și Spania. Suedia a ajuns la cea mai mare întindere teritorială a sa în timpul domniei lui Carol al X-lea (1622-1660), în urma tratatului de la Roskilde din 1658
Cu toate acestea, cea mai mare întindere teritorială a Suediei a durat din 1319 până în 1343, Magnus al IV-lea al Suediei controlând teritoriile tradiționale ale Suediei, plus Norvegia. Succesul suedez din acea perioadă este datorat schimbărilor majore efectuate de Gustav I în economia suedeză, precum și încurajării protestantismului. În secolul XVII Suedia a fost implicată în multe războaie, de exemplu cu Polonia-Lituania, luptând pentru teritorii ce astăzi aparțin statelor baltice, dezastruoasa Bătălie de la Kircholm fiind un moment important al acelui război

## Potopul Suedez
În această perioadă a avut loc și ceea ce polonezii au numit „potopul suedez” (potop szwedzki), invazia Poloniei-Lituaniei de către Suedia. După mai mult de jumătate de secol de război prelungit, economia suedeză se deteriorase. A devenit atunci misiunea vieții lui Carol al XI-lea (1655-1697) să redreseze economia și să modernizeze armata. Moștenirea lăsată fiului său Carol al XII-lea a inclus unul din cele mai bune arsenale militare din lume, o armată terestră numeroasă, și o flotă redutabilă. Cel mai mare inamic al Suediei din acel timp, Rusia, avea mai mulți soldați, dar era inferioară în ceea ce privea antrenarea și echiparea lor.

## Marele Război al Nordului
După Bătălia de la Narva din 1700, una din primele din Marele Război al Nordului, armata rusă a fost decimată, iar Suedia a avut șansa de a invada Rusia. Cu toate acestea, Carol a decis să nu urmărească armata rusă, preferând să atace Polonia-Lituania și înfrângându-l pe regele polonez Augustus al II-lea (și pe aliații lui saxoni) în Bătălia de la Kliszow din 1702. Această ofensivă i-a dat timp țarului Rusiei să reorganizeze și să își modernizeze armata. După succesul din campania poloneză, Carol a decis să invadeze Rusia, dar a fost înfrânt decisiv la Bătălia de la Poltava, din 1709. După un lung marș în care au fost expuși atacurilor cazacilor, precum și tacticii lui Petru cel Mare de „pârjolire a lanurilor de grâu” și climei foarte reci din Rusia, suedezii au fost slăbiți considerabil și demoralizați, fiind de altfel și în inferioritate numerică față de armata rusă la Poltava. Acea înfrângere a suedezilor a marcat de altfel începutul declinului pentru imperiul lor.
Carol al XII-lea al Suediei a încercat să invadeze Norvegia în 1716; cu toate acestea, a fost împușcat mortal în cetatea Fredriksten, în anul 1718. Suedezii nu au fost înfrânți militar la Fredriksten, dar întreaga structură și organizare a campaniei norvegiene s-a destrămat după moartea regelui, așa că armata s-a retras. Obligată să cedeze teritorii extinse în urma Tratatului de la Nystad din 1721, Suedia și-a pierdut statutul de imperiu, precum și cel de stat dominant în zona baltică. Odată cu pierderea statutului Suediei, a fost posibil pentru Rusia să devină un imperiu, și una din puterile europene.